# Metavolcanic Mountain
Metavolcanic Mountain är ett berg i Antarktis. Det ligger i den centrala delen av kontinenten. Inget land gör anspråk på området. Toppen på Metavolcanic Mountain är 2 480 meter över havet.
Terrängen runt Metavolcanic Mountain är kuperad åt sydväst, men åt nordost är den platt. Metavolcanic Mountain är den högsta punkten i trakten. Trakten är obefolkad. Det finns inga samhällen i närheten.